# Galactia megalophylla
Galactia megalophylla är en ärtväxtart som först beskrevs av Ferdinand von Mueller, och fick sitt nu gällande namn av James Hamlyn Willis. Galactia megalophylla ingår i släktet Galactia och familjen ärtväxter. Inga underarter finns listade i Catalogue of Life.